# Rapid Transfer Port

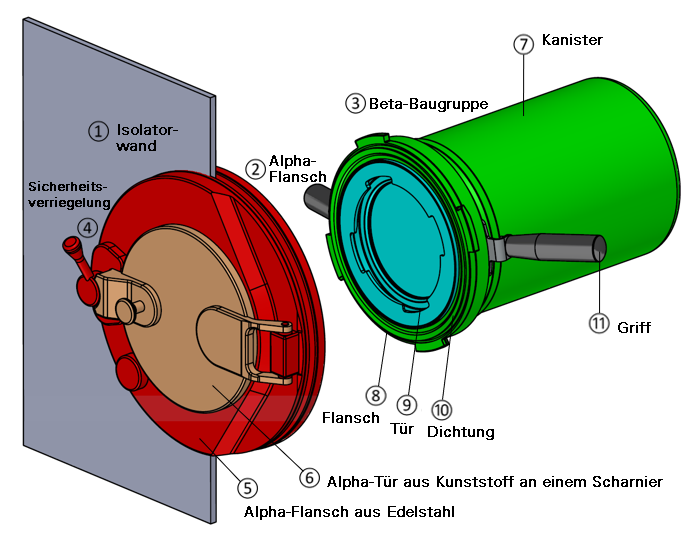
Alpha-Port-Transferschleuse: Informationsgrafik zum Rapid Transfer Port (RTP)

Als Rapid Transfer Port ˈræpɪd trænsˈfɜː pɔːt (englisch „Schnellwechselsystem“, kurz RTP, auch Alpha-Beta-Portsystem) wird ein Transfersystem bezeichnet, mit dem Material schnell und kontaminationsfrei in einen Isolator hinein- und hinausgeschleust werden kann.

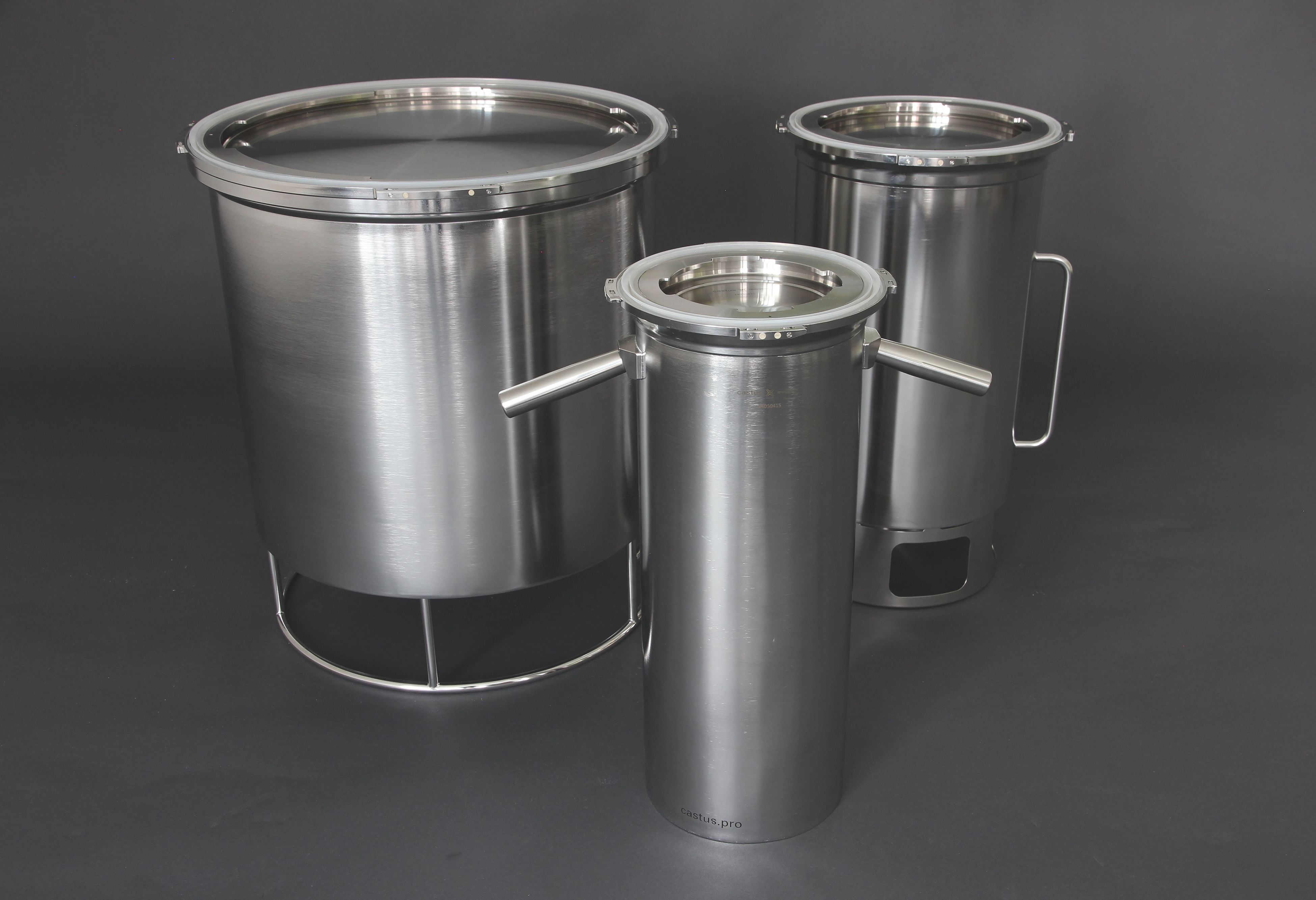
Beta-Transfer-Container aus Edelstahl

Der Alpha-Port ist in den Isolator integriert, die mobile Einheit des Transfersystems, der Beta-Port (ein Edelstahl-,- Kunststoff oder Aluminiumbehälter) kann angedockt werden.
Über Handschuheingriffe ist es möglich, die Tür des Alpha-Ports von innen zu öffnen und so Material in den Beta-Behälter einzubringen. Die Abdockung des Beta-Containers kann nur erfolgen, wenn die Tür des Alpha-Ports geschlossen ist. Die hermetische Abdichtung wird während des Prozesses nicht aufgehoben.

## Geschichte
Der erste Rapid Transfer Port (RTP) wurde in den 1960er Jahren für die Nuklearindustrie entwickelt, um Personen als auch die Umgebung vor gefährlichen Stoffen bei der Arbeit mit radioaktivem Material zu schützen. In den 1970er Jahren kamen die RTP-Systeme erstmals in Folienisolatoren der pharmazeutischen Industrie zum Einsatz.
Rapid Transfer Ports werden seitdem zum Schutz von Bediener und der Umwelt vor gefährlichen Substanzen eingesetzt oder um pharmazeutische Produkte vor Keimen und Partikeln, die von Menschen und der Umwelt ausgehen, zu schützen.
Um den stark individualisierten Anforderungen der Pharmaindustrie gerecht zu werden, kam es in den 2000er Jahren zur Auslagerung der Baugruppe. Diese wurde nun nicht mehr ausschließlich von den Anlagenherstellern selbst produziert. Als unabhängige Baugruppe eignen sich die Transfersysteme für Zulieferer sehr gut zur Weiterentwicklung und Umsetzung von Innovationen. Die hohe Passgenauigkeit, die leichte Reinigung und das geringe Gewicht sind Eigenschaften, die den Rapid Transfer Port auszeichnen und bis zu diesem Zeitpunkt nicht erreicht wurden.
Da der Transfer von Materialien und Verpackungen einen kritischen Prozessschritt in der Containment-Technologie darstellt, wurden in den letzten Jahren in der Industrie viele Anstrengungen unternommen, um Transfersysteme zu verbessern oder neu zu entwickeln.

## Aufbau
Rapid Transfer Ports werden zum kontaminationsfreien Materialtransfer in und aus Barrieresystemen wie RABS oder Isolatoren eingesetzt. Sie gelten als sicherste Methode für den bidirektionalen Transfer in aseptischen oder toxischen Arbeitsbereichen ohne Eindämmung bzw. Verletzung der Sterilität. Der grundsätzliche Aufbau der RTP-Systeme ist unabhängig vom Hersteller vielfach gleich. Gravierende Unterschiede finden sich nur im Individualisierungsgrad und bei zusätzlichen Anwendungen, ob etwa feste oder liquide Stoffe eingebracht werden.

### Alpha-Port
RTP-Systeme bestehen aus zwei Hauptkomponenten mit Doppeltür-System.

Der Alpha-Flansch mit Türe ist fest in die Isolatorwand integriert oder in den Boden des Containments eingelassen. 

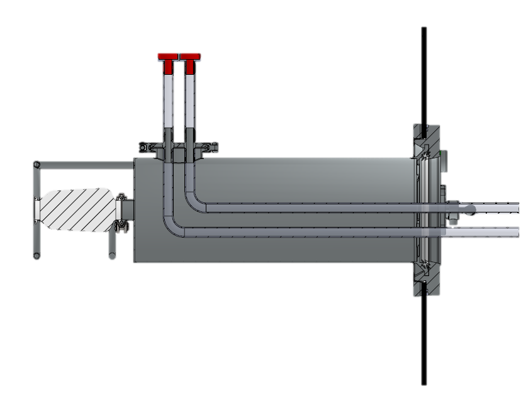
Schnittmodell eines Liquid-Beta-Transfer-Containers

Der Alpha-Flansch besteht aus einem Edelstahl-Flansch und einer Tür aus überwiegend Kunststoff, die an einem Scharnier befestigt ist. Beide Teile sind mit einer Verriegelung verschlossen und einer Dichtung versehen. Darüber hinaus ist der Alpha-Flansch mit einem mechanischen Sicherheitsmechanismus ausgestattet, das die Öffnung der Tür bei Abwesenheit eines Behälters verhindert.
Die folgenden Systeme werden zum Materialtransfer eingesetzt und sind überwiegend Standardgrößen in der Industrie:
| RTP Typ | Flansch Ø | Nutzbarer Ø | Isolatorausschnitt |
| 105     | 225 mm    | 85 mm       | 156 mm             |
| 190     | 315 mm    | 170 mm      | 268 mm             |
| 270     | 400 mm    | 250 mm      | 348 mm             |
| 350     | 475 mm    | 330 mm      | 428 mm             |
| 460     | 590 mm    | 440 mm      | 537 mm             |

### Beta-Port
Die zweite Hauptkomponente ist die Beta-Baugruppe, bestehend aus einem Kanister mit dem Beta-Flansch und der Beta-Tür, die mit einer Dichtung zum Flansch hin abgedichtet ist. Durch eine 60° Drehung wird der Beta-Transfer-Container an den Alpha-Port angedockt.

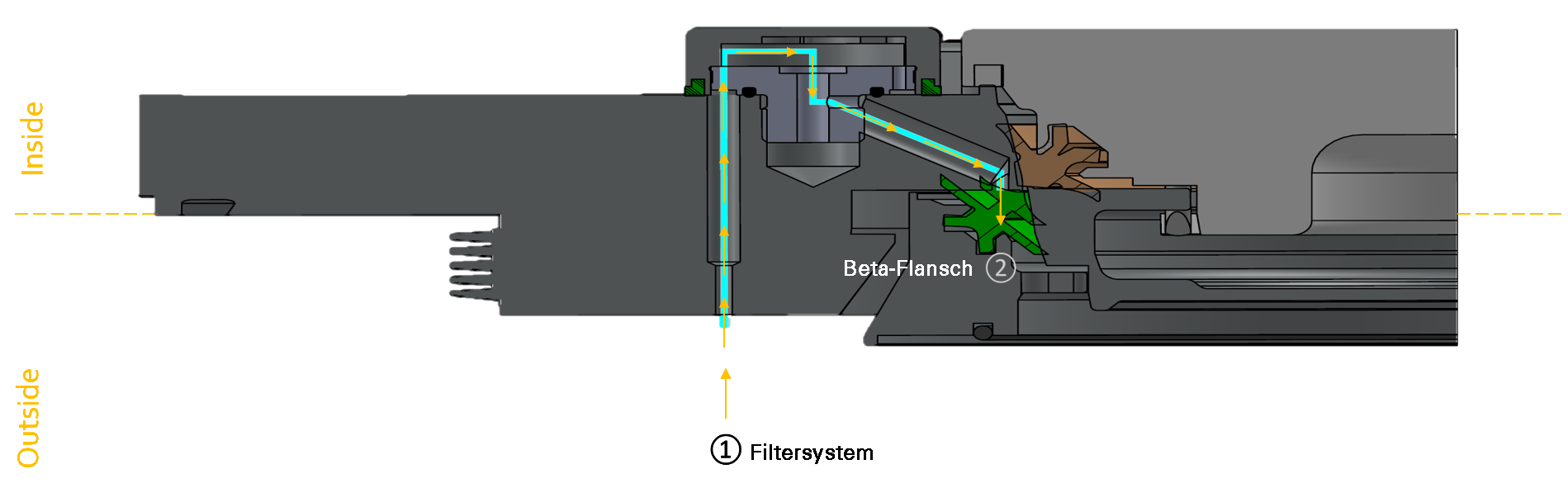
Schnittmodell eines Alpha-Ports

Sobald die Alpha- und Beta-Komponenten miteinander verbunden sind, bilden sie eine geschlossene Einheit. Die Dichtheit wird durch die Lippendichtungen der neu geschaffenen Einheit gewährleistet, welche ohne Unterbrechung der Sterilitätseinschließung geöffnet werden kann.
Sind der Alpha- und Beta-Port durch Bajonettverschlüsse miteinander verbunden, wird die Verriegelung gelöst und die Tür kann im Inneren des Isolators geöffnet werden. So ist ein schneller Materialtransfer zwischen Behälter und Containment möglich, ohne dass die Reinraum-Integrität aufgehoben wird.

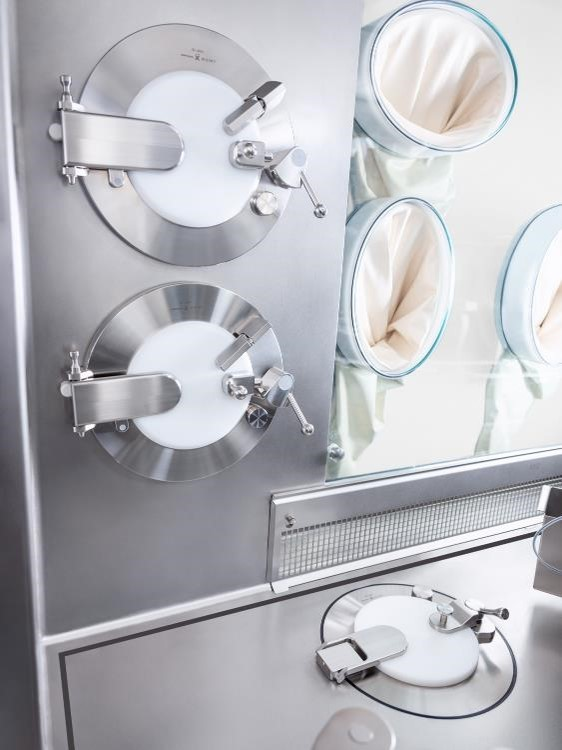
Alpha-Ports an einem Isolator

Ein Sicherheitssystem verhindert den unsachgemäßen Gebrauch der Transferschleuse und gewährleistet einen hohen Personen- und Produktschutz. Die Tür des Alpha-Ports lässt sich nur dann öffnen, wenn der Beta-Port korrekt angedockt ist.
Edelstahl-Beta-Behälter können mit einem angeschlossenen Sterilfilter in einem Autoklav sterilisiert werden. Die Luft wird hierbei durch gesättigten Dampf ersetzt, gekühlt und anschließend als Kondensat aus dem Container extrahiert. Behälter aus PE sind nicht autoklavierbar und werden in der Regel mit Gas oder per Gammabestrahlung sterilisiert.
In den Beta-Container eingebaute Auszugssysteme ermöglichen es, den Container sicher zu be- und entladen. Instrumente und Komponenten wie Petrischalen, Vials oder Stopfen können so übertragen werden, die für den Prozess erforderlich sind.

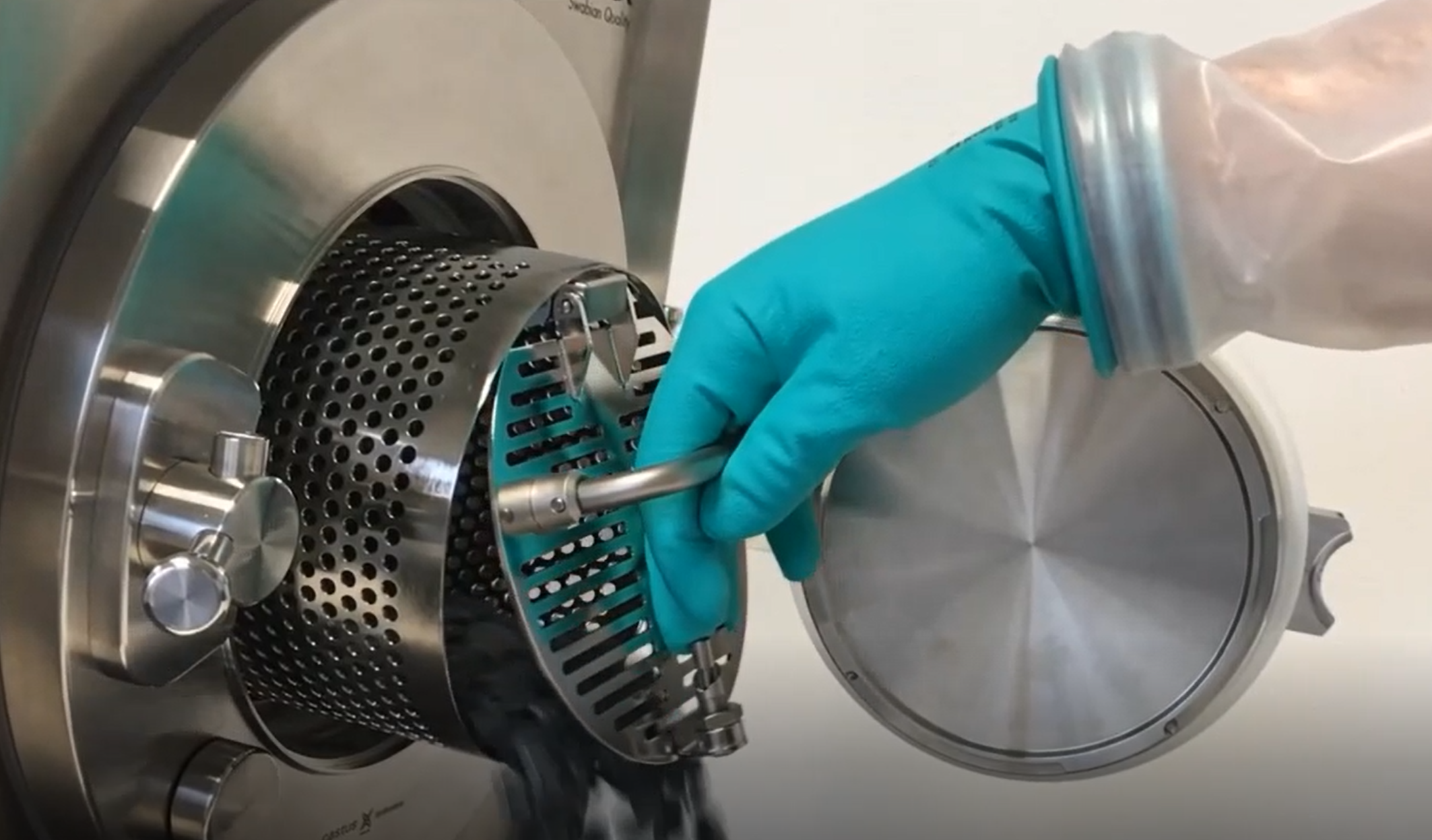
Transfer von Stopfen und Verschlüssen von pharmazeutischen Primärverpackungen

### Filtersystem
Während des Abdockvorgangs bildet sich zwischen der Tür des Alpha-Ports und der Beta-Ausrüstung ein Vakuum, da die beiden Dichtungen auseinandergezogen werden. Um dieses Vakuum zu lösen und das Abdocken des Beta-Teils zu ermöglichen, ist eine sehr geringe Luftmenge erforderlich. Diese Luft wird durch ein Filtersystem zugeführt.

## Anforderungen
Rapid Transfer Ports und andere sichere Transfersysteme werden benötigt, um Komponenten steril in den Isolator einzubringen. Die Transferschleusen kommen bei der Entwicklung und Produktion von Arzneimittel (Biopharmazeutika) und Impfstoffen zum Einsatz. Sie sollen deshalb
1. den hohen Standards der pharmazeutischen Industrie genügen
2. die Sterilkette während des aseptischen Transfers nicht unterbrechen
3. einen hohen Personen- und Produktschutz gewährleisten
4. eine hohe Prozesssicherheit sicherstellen
5. dem Aspekt des hygenic-design folgen
6. die leichte Reinigung ermöglichen.

Der RTP wurde für den aseptische Transfer entwickelt. Um den Reinraumstatus aufrechtzuerhalten, ist die Dichtigkeit der Isolatoren und RABS-Systeme Teil der GMP Anforderungen. Transfersysteme sind kritische Stellen hinsichtlich der Dichtigkeit und müssen daher im Prüfverfahren neben weiteren kritischen Parametern auch Dichtigkeitsprüfungen standhalten.

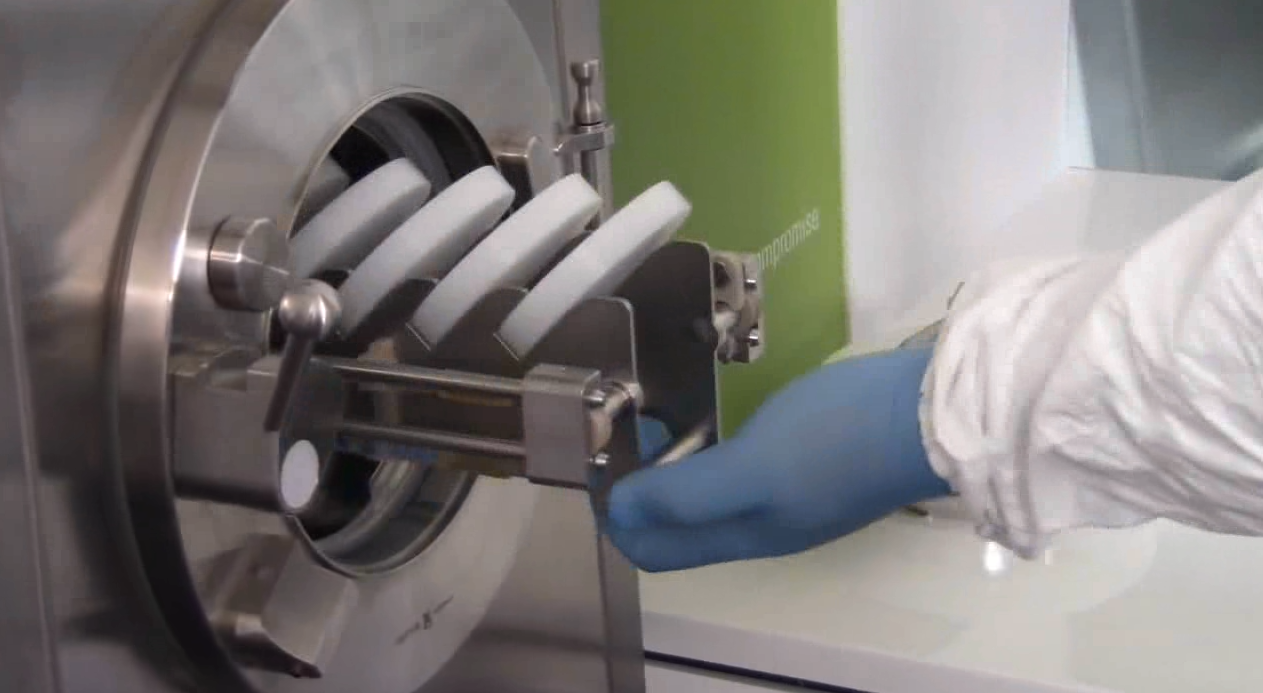
Einbringen von Petrischalen mittels eines Rail-Schienensystems